# Districte de Brezno
El districte de Brezno - (eslovac) Okres Brezno - és un dels 79 districtes d'Eslovàquia. Es troba a la regió de Banská Bystrica. Té una superfície de 1.265,21 km², i el 2013 tenia 63.326 habitants. La capital és Brezno.

## Demografia
| Godina             | 1994   | 2004   | 2014   | 2024   |
| ------------------ | ------ | ------ | ------ | ------ |
| Nombre de persones | 66.424 | 65.080 | 62.971 | 57.916 |
| Diferència         |        | −2,02% | −3,24% | −8,02% |

| Godina             | 2023   | 2024   |
| ------------------ | ------ | ------ |
| Nombre de persones | 58.297 | 57.916 |
| Diferència         |        | −0,65% |

## Llista de municipis

### Ciutats
- Brezno

### Pobles
Bacúch | Beňuš | Braväcovo | Bystrá | Čierny Balog | Dolná Lehota | Drábsko | Heľpa | Horná Lehota | Hronec | Jarabá | Jasenie | Lom nad Rimavicou | Michalová | Mýto pod Ďumbierom | Nemecká | Osrblie | Podbrezová | Pohorelá | Pohronská Polhora | Polomka | Predajná | Ráztoka | Sihla | Šumiac | Telgárt | Valaská | Vaľkovňa | Závadka nad Hronom
1. 1 2  «Počet obyvateľov podľa pohlavia - obce (ročne) [om7102rr_obce=AREAS_SK]».   Statistical Office of the Slovak Republic, 31-03-2025. [Consulta: 31 març 2025].